# Kellerberg (Meulenwald)

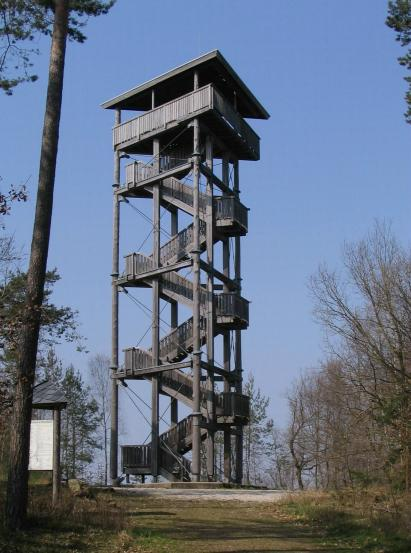
Aussichtsturm Dierscheid (2007)

Der Kellerberg ist mit 448,8 m ü. NHN die höchste Erhebung des Eifel-Teils Meulenwald und der Verbandsgemeinde Wittlich-Land. Er liegt bei Dierscheid im rheinland-pfälzischen Landkreis Bernkastel-Wittlich. Auf ihm steht der Aussichtsturm Dierscheid.

## Geographie

### Lage
Der Kellerberg erhebt sich im Meulenwald, einem Teil der Moseleifel. Sein Gipfel liegt 0,5 km südsüdöstlich von Dierscheid, zu dessen Gemeindegebiet der Berg gehört, 2,2 km westnordwestlich von Erlenbach, einem Ortsteil von Hetzerath, und 1,7 km nordnordöstlich vom Kernort des im Landkreis Trier-Saarburg gelegenen Naurath. Zu den am Berg entspringenden Fließgewässern gehören der Weischbach und der Orschbach im Osten sowie der Gitzertbach im Südsüdwesten und der Stahlbach im Westen.
In Gipfelnähe ist auf topographischen Karten die Höhenangabe 448,7 m verzeichnet. Auf dem Kellerberg liegen Teile des Landschaftsschutzgebiets Meulenwald und Stadtwald Trier (CDDA-Nr. 322963; 1990 ausgewiesen; 132,8046 km² groß).

### Naturräumliche Zuordnung
Der Kellerberg gehört in der naturräumlichen Haupteinheitengruppe Osteifel (Nr. 27), in der Haupteinheit Moseleifel (270) und in der Untereinheit Wittlicher Heckenland (270.6) zum Naturraum Naurather Horst (270.60). Westlich schließt sich die Untereinheit Meulenwald (270.7) an.

## Aussichtsturm Dierscheid
Auf dem Berg steht seit 1999 der 21,7 m hohe Aussichtsturm Dierscheid in einer Holz-Stahl-Konstruktion. Der überdachte Turm hat einen dreieckigen Grundriss und besteht aus sieben Lärchenholzstämmen, die mit Metallstreben verbunden sind. Die gesamte Konstruktion ist an den Seiten kreuzweise mit Stahlseilen verspannt. Von der auf 18 m Höhe liegenden Aussichtsplattform konnte man weit in die Eifel und in den Hunsrück blicken – zum Beispiel nach Klausen mit der dortigen Wallfahrtskirche.
Der Aussichtsturm in Dierscheid darf wegen Baumängeln derzeit nicht mehr betreten werden (Stand 2023).